# Russell (Kentucky)
Russell – miasto w Stanach Zjednoczonych, w stanie Kentucky, w hrabstwie Greenup.